# 西班牙奧林匹克委員會
西班牙奧林匹克委員會（西班牙語：Comité Olímpico Español），是西班牙的國家奧林匹克委員會。該組織成立於1912年，是國際奧林匹克委員會和歐洲奧林匹克委員會的成員。1900年，首次派員參加在法國巴黎舉行的夏季奧運會。
現時，西班牙奧林匹克委員會的總部設在馬德里，主席是亚历杭德罗·布兰科，他於2005年起出任此職。

## 資料來源
1. ↑  .   [2014-06-29]. （原始内容存档于2012-10-26）.
2. ↑  . El Mundo. 2005-09-29  [2019-09-08]. （原始内容存档于2019-03-24） （西班牙语）.